# David W. Thompson
David William Thompson (21 juli 1994) is een Amerikaans acteur. Hij speelde in diverse films en televisieseries, waaronder Fear Street Part One: 1994, Boardwalk Empire en Gotham.

## Filmografie

### Film
- 2010: Flagpole, als Zach
- 2010: The Return Adress, als Aaron
- 2011: Win Win, als Stemler
- 2012: A Christmas Story 2, als Flick
- 2013: Blue Ruin, als William
- 2015: Green Room, als Tad
- 2017: Coin Heist, als Greg
- 2017: The Outcasts, als nerd
- 2017: Public Speaking, als Alex
- 2017: New Money, als Chris
- 2018: Love Magical, als Donald
- 2021: Fear Street Part One: 1994, als Ryan Torres / Skull Mask
- 2024: It's What's Inside, als Forbes

### Televisie
- 2011: Onion News Network, als Kyle Johnson
- 2011: How to Make it in America, als tiener
- 2011: Unforgettable, als skater
- 2013: Fox Shortcoms Comedy Hour, als Kyle
- 2014: Boardwalk Empire, als loopjongen
- 2015: Unbreakable Kimmy Schmidt, als tamboer-majoor
- 2017: Rhinebrook, als Dan
- 2018: Gotham, als Jonathan Crane / Scarecrow
- 2020: The Boys, als Gecko
- 2021: Panic, als Daniel Diggins
- 2022: Station 19, als Ethan
- 2025: Watson, als Cameron Phipps